# Schmiedberg (Pielenhofen)
Schmiedberg, eine Wüstung im Truppenübungsplatz Hohenfels, war ein Ortsteil der ehemaligen Gemeinde Pielenhofen im Landkreis Parsberg.

## Geographische Lage
Der Weiler lag im oberpfälzischen Jura der Südlichen Frankenalb etwa 1,2 km südöstlich von Pielenhofen auf ca. 532 m über NHN. Benannt wurde die Ansiedelung nach dem sich südlich erhebenden Schmiedberg mit 592 m ü. NHN.

## Geschichte
Schmiedberg erscheint als amtlicher Ortsname ab 1867 (1871?) wohl als Neugründung in der Landgemeinde Pielenhofen, der bis dahin das Dorf Pielenhofen und der Weiler Grün angehörten.
Als 1951 für die US- und NATO-Truppen der Truppenübungsplatz Hohenfels geschaffen werden musste, genügte dafür nicht das Gebiet des ab 1938 geschaffenen, 1949 aufgelösten Heeresgutsbezirks Hohenfels. Der westlichen Erweiterung des neuen Truppenübungsplatzes mussten mehrere Gemeinden weichen, darunter auch die Gemeinde Pielenhofen. Durch Truppenübungen wurden alle drei Orte der Gemeinde, also auch der Weiler Schmiedberg, nach der Absiedelung der Bewohner allmählich zur Wüstung. Im Zuge der Gebietsreform in Bayern wurde das gesamte Erweiterungsgebiet am 1. Oktober 1970 der Stadt Velburg zugeschlagen.

### Gebäude- und Einwohnerzahlen
- 1871: 5 Einwohner, 2 Gebäude, an Großviehbestand 1873 2 Stück Rindvieh[5]
- 1900: 18 Einwohner, 4 Wohngebäude[6]
- 1925: 27 Einwohner, 4 Wohngebäude[7]
- 1950: 33 Einwohner, 5 Wohngebäude[8]